# Torre Angioina (Leonessa)
La Torre Angioina è un'antica struttura militare a Leonessa, comune italiano della provincia di Rieti nel Lazio. Risale al XIII secolo.

## Storia

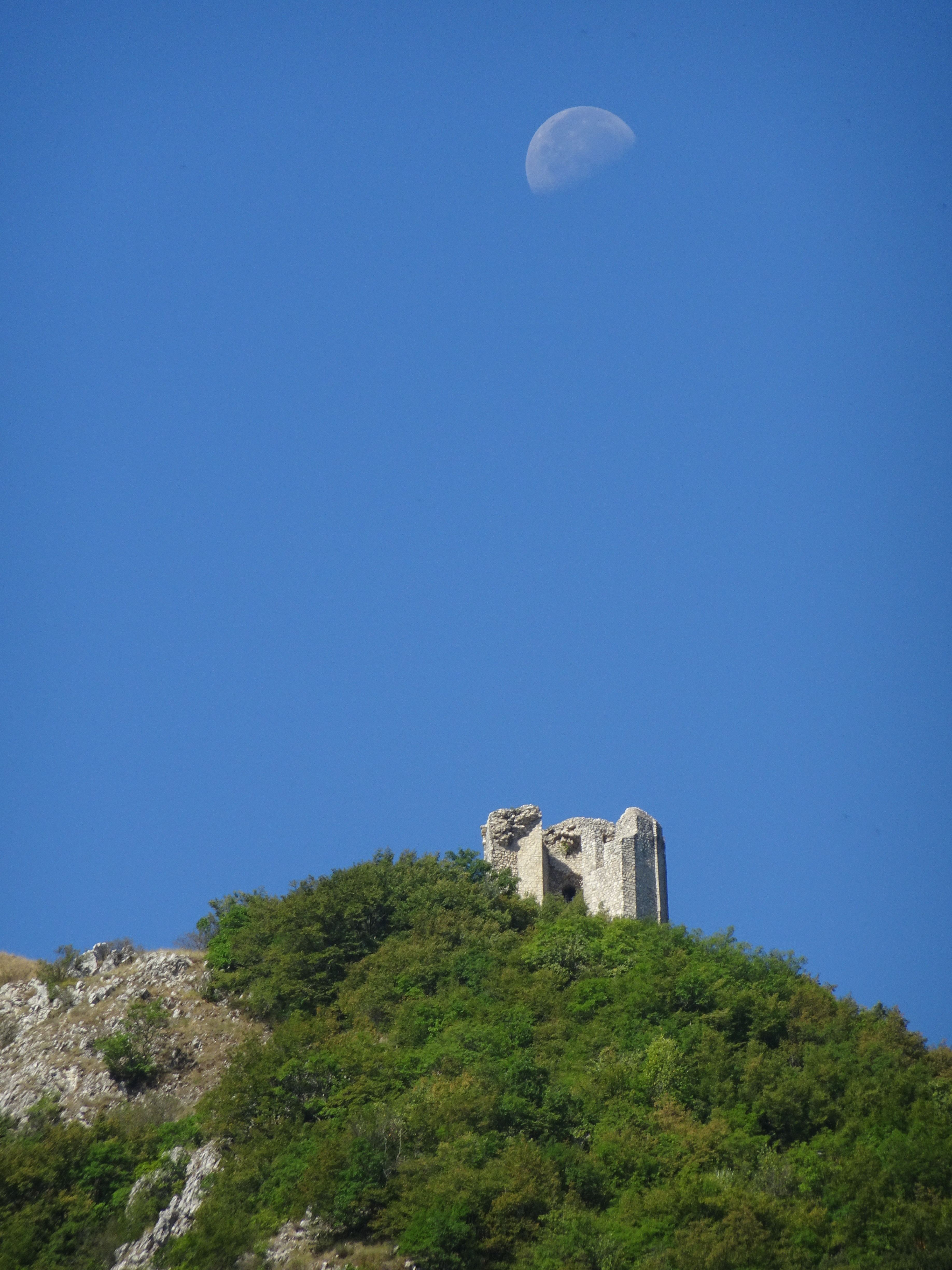
Torre Angioina in posizione dominante sopra Leonessa

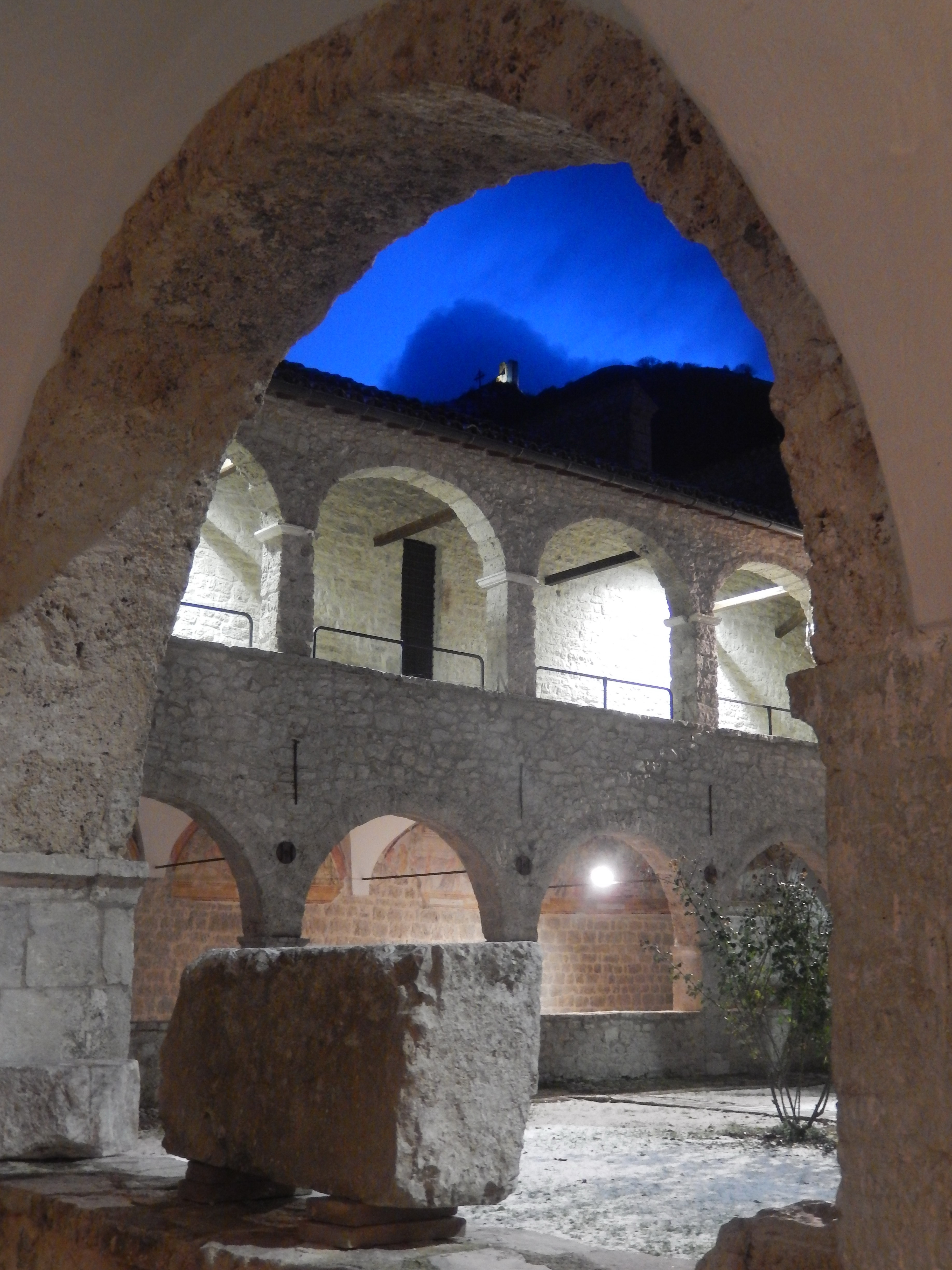
Torre Angioina vista dal basso, dal chiostro della chiesa di San Francesco

La fortificazione fu fatta erigere attorno al 1278 sul sito di una torre più antica da Carlo I d'Angiò.
La costruzione è legata alla stessa fondazione della cittadina di Leonessa, in origine chiamata Gonessa (la famiglia Gonesse e la stessa cittadina omonima, in Francia, erano legate agli Angioini).
Accanto alla città esisteva l'antico castello di Ripa di Corno e la Torre Angioina venne costruita nelle vicinanze.
Sino agli anni quaranta la struttura rimase quasi inalterata poi si verificò il crollo della copertura e le infiltrazioni di acqua successive portarono ad un rapido degrado. Nel 1998 è stata interessata da lavori di recupero e restauro.

## Descrizione
La torre si trova in posizione elevata e domina a circa 1200 metri l'abitato di Leonessa al quale è unita attraverso un sentiero percorribile a piedi.
L'altura sulla quale è ancora presente è ad ovest del nucleo urbano, esterna alla cinta muraria e sul lato dove esisteva il castello, ormai scomparso, e dove rimane la fonte della Ripa.
Secondo il progetto iniziale la torre avrebbe dovuto essere quadrata e raggiungere circa i 12 metri di altezza. Le mura dovevano essere spesse circa un metro e mezzo ed essere composta da due ambienti sovrapposti con quello inferiore da utilizzare come cisterna. Il progetto fu modificato e si decise per una maggiore altezza e mura più robuste. In corso d'opera la forma assunse quella che ci è pervenuta, con base poligonale di otto o nove lati. La situazione recente è quella che si realizzata dopo i restauri del 1998.